# Smardze (wieś w województwie wielkopolskim)
Smardze – wieś w Polsce położona w województwie wielkopolskim, w powiecie kępińskim, w gminie Trzcinica.

## Historia
Miejscowość historycznie należy do ziemi wieluńskiej i związana była z Wielkopolską. Ma metrykę średniowieczną i istnieje co najmniej od XIV wieku. Wymieniona w dokumencie z 1305 jako „Smarsow, Smarszewo, Szmarszchow” .
Została odnotowana w historycznych dokumentach prawnych, własnościowych i podatkowych. Miejscowość była wsią rycerską. W 1305 należała do rycerza Roszka i graniczyła z wsią Bandlowo. Około 1400 Smardze zapisane jako wieś opustoszała. Była wzmiankowana w 1433, a w latach 1462–1469 odnotowano niejakiego Mikołaja ze Smardzy. W 1651 mieszkańcy płacili w życie i owsie kościołowi filialnemu w Laskach. W 1670 miejscowość przynależała do parafii Trzcinica .
Po rozbiorach Polski miejscowość znalazła się w zaborze pruskim. Jako wieś oraz folwark leżące w powiecie ostrzeszowskim wymienia ją XIX wieczny Słownik geograficzny Królestwa Polskiego. W 1889 wraz z Nową Wsią, która posiadała 13 domów i 98 mieszkańców i Różyczką – 2 domy i 13 mieszkańców, Smardze tworzyły okrąg wiejski, mający w sumie 64 domy i 388 mieszkańców, z których wszyscy byli wyznania katolickiego, a jeden był protestantem. Okrąg liczył 291 hektarów powierzchni z czego 218 ha było ziemi uprawnej, a 44 łąk. Ze Smardzami w jedną wieś zlały się Strugi, które wcześniej były odrębną miejscowością. Folwark natomiast liczył 3 domy oraz 77 mieszkańców i wchodził w skład okręgu dworskiego Laski..
W latach 1975–1998 miejscowość administracyjnie należała do województwa kaliskiego.